# Oberschönegg
Oberschönegg je obec v německé spolkové zemi Bavorsko, v zemském okrese Unterallgäu ve vládním obvodu Švábsko.
V roce 2015 zde žilo 962 obyvatel.

## Poloha
Sousední obce jsou: Babenhausen, Breitenbrunn, Egg an der Günz, Erkheim, Kirchhaslach a Lauben.